# ヱスヱス商事
有限会社ヱスヱス商事（エスエスしょうじ）は、かつて青森県黒石市に本社を置いていたスーパーマーケットを運営する小売企業である。

## 概要
2005年（平成17年）11月に設立。「さとちょう樹木店」と「さとちょう寿町店」の2店舗を運営していた。2023年6月に佐藤長が民事再生法適用を申請し、民事再生スポンサーであるトライアルホールディングスに対して2店舗の店舗譲渡を申し入れていたが、最終的に2店舗はトライアルホールディングスの子会社である青森トライアルへの譲渡対象外となった。このため、2店舗共2023年10月20日に閉店した。従業員は同日付で全員解雇された。
ヱスヱス商事は2023年12月5日に青森地方裁判所弘前支部から破産手続開始決定を受けた。負債総額は約7億5000万円。

## 沿革
- 2005年（平成17年）11月 - 有限会社ヱスヱス商事、設立。
- 2005年（平成17年）12月 - 「桔梗野店」、「寿町店」開店
- 2017年（平成29年）１月 - 「桔梗野店」閉店、ショッピングセンターハルル樹木に「さとちょう樹木店」として開店
- 2023年（令和5年）
  - 10月 - 株式会社佐藤長の民事再生手続に伴い、運営していた「さとちょう樹木店」と「さとちょう寿町店」を閉店。
  - 12月 - 青森地方裁判所弘前支部から破産手続開始決定を受ける。

## 店舗
2023年10月時点では「さとちょう樹木店」と「さとちょう寿町店」の2店舗を運営していた。

## 関連会社
- 株式会社佐藤長